# Jerusalén (Colombia)
Jerusalén è un comune della Colombia facente parte del dipartimento di Cundinamarca.
Il centro abitato venne fondato da Medardo Rivas e Ricanon Pinzón nel 1868.